# HAT-P-1b

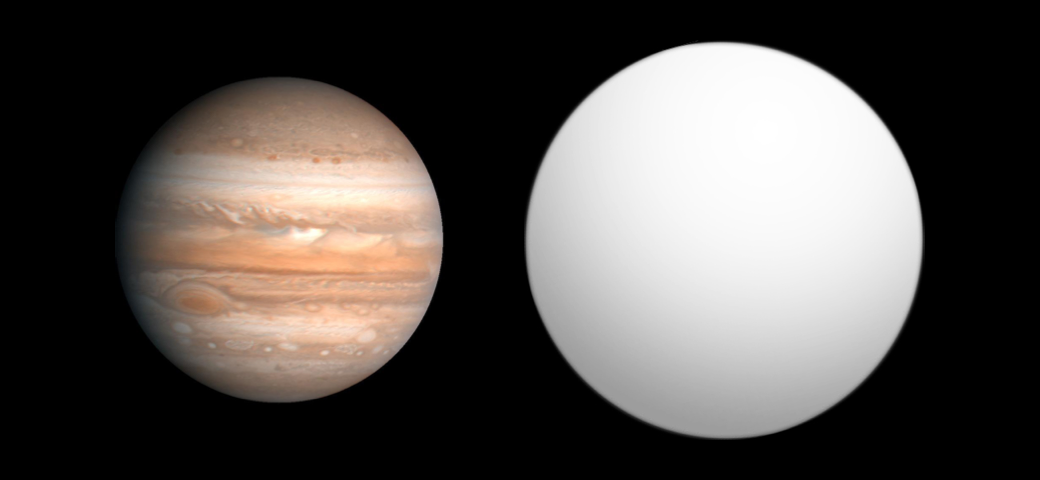
Порівняння розміру HAT-P-1b (зправа) з Юпітером (зліва)

HAT-P-1b — екзопланета на орбіті жовтого карлика HAT-P-1. Знаходиться на відстані 519 світлових років від Землі в сузір'ї Ящірки. На момент відкриття (14 вересня 2006) ця планета мала найбільший радіус і найменшу густину серед відомих екзопланет. Відкриття зроблено в рамках проекту HATnet.
HAT-P-1b належить до класу гарячих юпітерів і має період обертання 4,5 діб. Маса — 0,525 маси Юпітера, а радіус дорівнює 1,3 радіуса Юпітера, таким чином її густина всього 290±30 кг/м³, — більш ніж втричі менша густини води. Швидше за все це газовий гігант, до складу якого загалом входять лише водень та гелій.

## Див.також
- Перелік екзопланет
- Кандидати в позасонячні планети
- СуперWASP